# Fredriksten
La fortaleza de Fredriksten es una fortaleza en la ciudad de Halden en Noruega. Fue un importante punto estratégico para la defensa de Noruega ante las ofensivas militares de Suecia durante los siglos XVII y XVIII. Actualmente es un importante centro cultural de Halden debido a sus obras de arte características de la época y los museos que se encuentran en su interior.

## Historia
Esta fortaleza fue construida por Dinamarca-Noruega en el siglo XVII como un reemplazo total de la ineficiente fortaleza de Frontera Bohus, la cual se había perdido cuando la provincia de Bohuslän fue cedida a Suecia bajo los términos del Tratado de Roskilde en 1658. La fortaleza fue nombrada en honor al Rey Federico III de Dinamarca y Noruega, y la ciudad de Halden también fue originalmente nombrada en su honor, siendo llamada como Fredrikshald entre 1665 y 1928.

### La guerra del Norte (1655-1661)
En el cierre de la Guerra del Norte Carlos X, que negoció el Tratado de Roskilde en mala fe, Circumvallatio a Copenhague en agosto de 1658. Bajo sus órdenes, en septiembre,  el nuevo gobernador Sueco de Bohuslän invadió Noruega con más de 1.500 hombres y trató de cercar a la ciudad de Halden. Los habitantes formaron rápidamente una vigorosa defensa y las fuerzas suecas se retiraron hacia Bohuslän.
Cinco meses después, en febrero de 1659, los Suecos atacaron de nuevo. Desde su primer ataque, la guarnición noruega se había fortalecido. Bajo el liderazgo de Tønne Huitfeldt  las fuerzas noruegas nuevamente rechazaron el ataque sueco. Simultáneamente, Huitfeldt comenzó la construcción de nuevas fortificaciones. Cretzenstein, posteriormente se cambió el nombre Fredriksten y ahora era la ciudadela del nuevo complejo de fortificaciones.
A principios de enero de 1660, las fuerzas suecas atacaron a Halden por tercera vez; dicha posición era muy útil en un posible avance contra la fortaleza Akershus en Christiania. Ante una demanda solicitando su rendición,  Huitfeldt declaró que los 2,100 hombres de su guarnición defenderían Halden hasta que quedase el último hombre en pie. Después de que el intento de cercar las fortificaciones no tuvo éxito, los Suecos prepararon un asedio regular. Tras un intenso bombardeo los propios habitantes de Halden le solicitaron a Huitfeldt que se rindiese ante los suecos, no obstante el se negó y puso toda su fe sobre su guarnición. El 22 de febrero de 1660 los Suecos nuevamente se vieron obligados a retirarse hacia Bohuslän. Una vez llegados a Suecia se toparon con la noticia del fallecimiento de Carlos X.
Luego de esta retirada, Suecia reabrió las negociaciones de paz. El nuevo Rey de Suecia exigía que Noruega abandonase todas las tierras al este del río Glomma, el cual serviría como la nueva frontera. Con la intercesión de Hannibal Sehested, se formó un tratado escandinavo por separado en el que se negociaron las cláusulas del Tratado de Copenhague (1660), las cuales mejoraron los términos del Tratado de Roskilde, regresando Trøndelag a la soberanía Noruega.

### Mejoras de la fortificación (1673-1675)

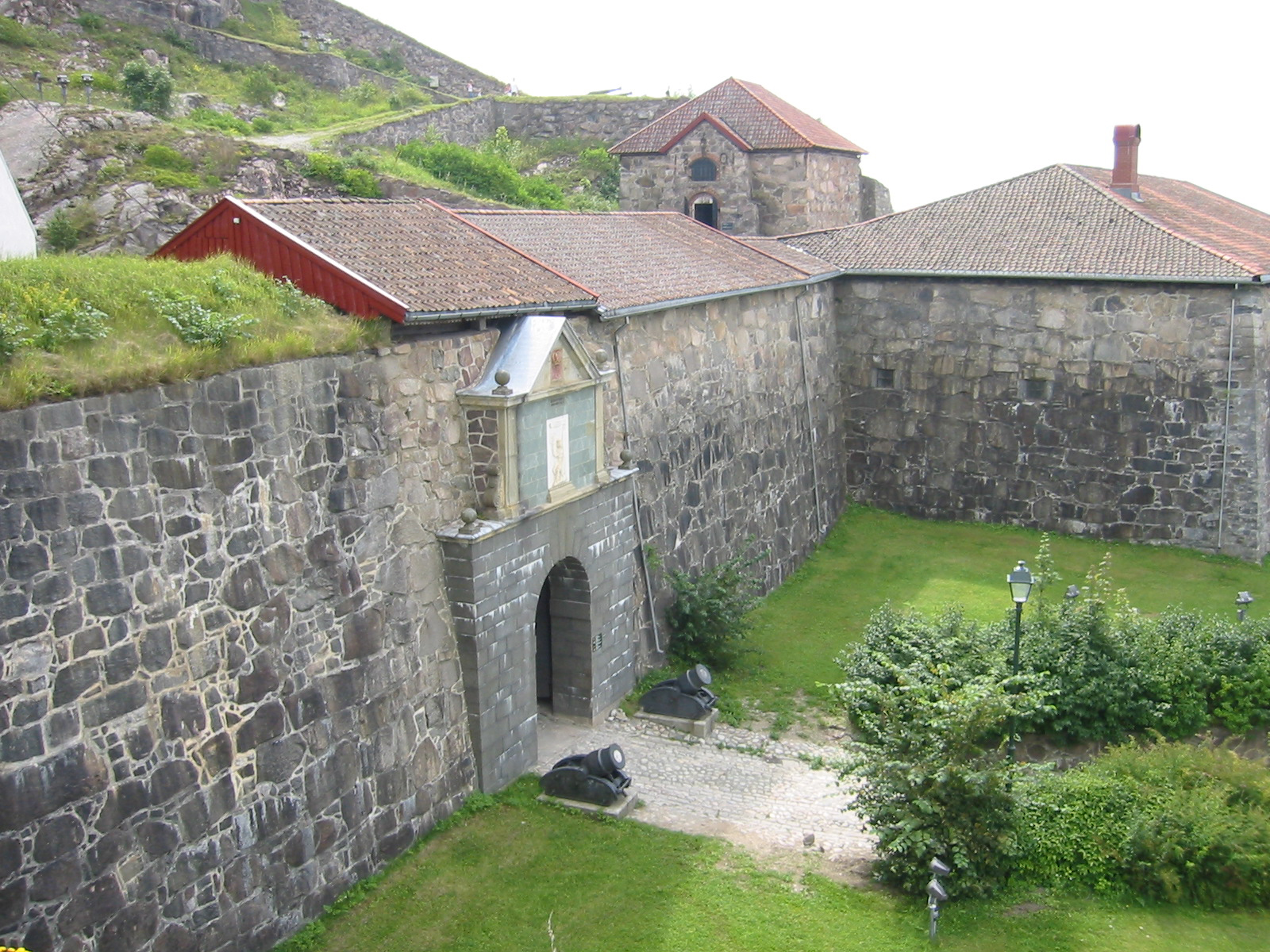
La fortaleza de Fredriksten, Halden, Noruega

El complejo de fortalezas en forma de estrella fue mejorado durante un periodo de paz que abarcó desde 1661 hasta 1675. En 1673 Dinamarca envió a Ulrik Frederik Gyldenløve a Noruega para organizar las fuerzas militares y reforzar las defensas del reino. Después de un recorrido por las instalaciones, Ulrik recomendó continuar las actualizaciones tanto de la fortaleza y de las fuerzas militares. En el verano de 1675, 1800 hombres se mantuvieron como mano de obra en el castillo Akershus, de Fredrikstad, y Fredrikshald.

### La guerra de Escania (1675-1679)
En el inicio de la guerra de Escania un gran contingente de 4000 hombres se encontraba en Fredrikshald bajo el mando del General Russenstein. Para 1676 las tropas noruegas lograron reocupar Bohuslän. En julio de 1677 Gyldenløve capturó la fortaleza en Marstrand y se unió al General Løvenhjelm, el cual marchó en Bohuslän con el principal ejército noruego y derrotó a un ejército de 8000 Suecos comandados por el General de la Gardie. Una fuerza pequeña de tamaño desconocido logró retomar Jämtland, pero se retiró de nuevo según lo ordenado por el Rey. No existieron grandes maniobras defensivas necesarias en Fredriksten debido a que las fuerzas Suecas no lograron cruzar la frontera.

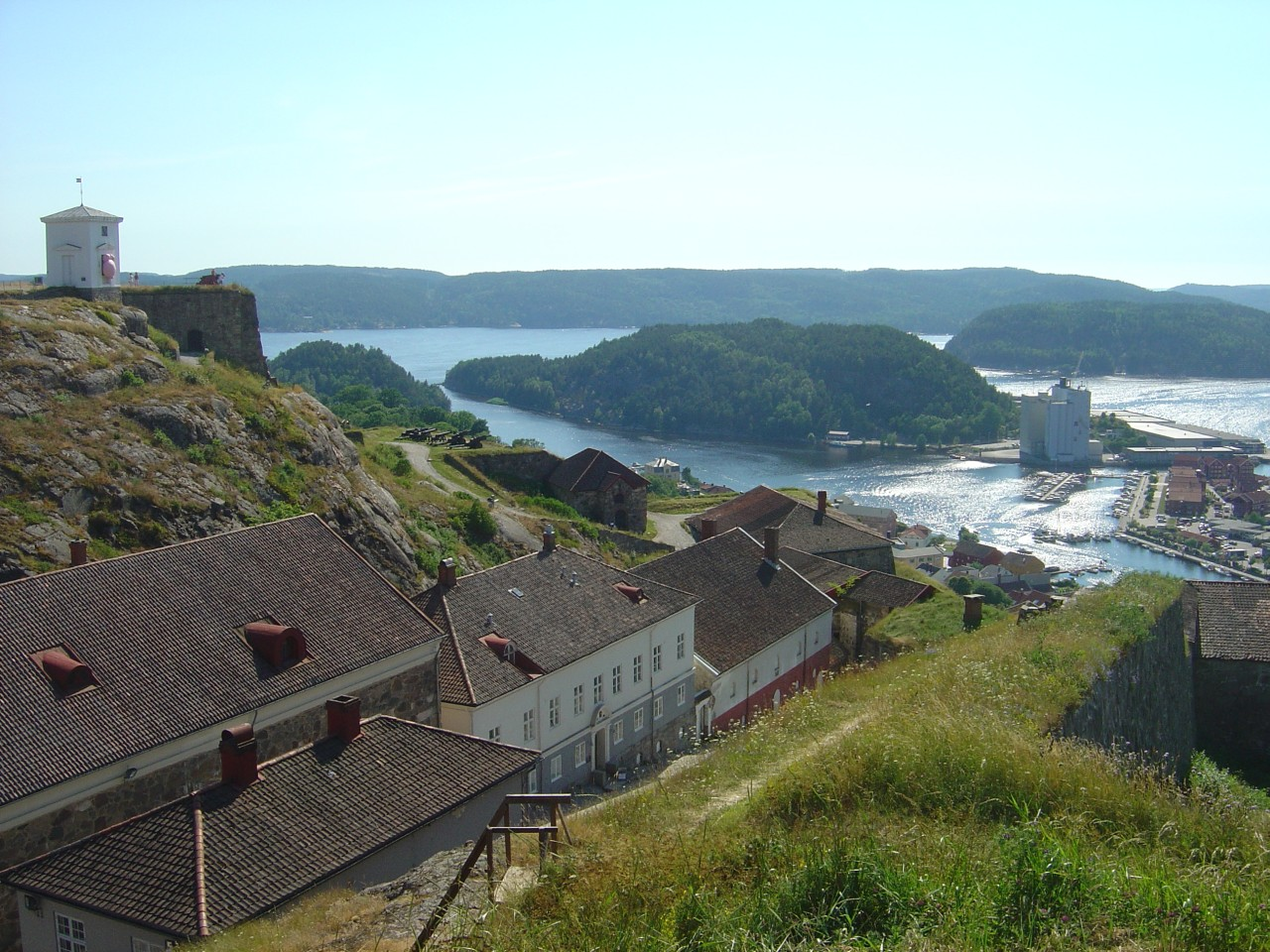
La fortaleza de Fredriksten, Halden, Noruega - vista de la ciudad de Halden desde la parte superior de la fortaleza.

### Segunda mejora de la fortaleza (1679-1700)
Fredriksten se amplió de 1682-1701; 1684-1689 bajo el liderazgo del General Mayor Ernst von Tettau. En esta expansión se añadieron tres nuevas fortificaciones: Gyldenløve, Overberget y Stortårnet.

### Gran Guerra del Norte (1700-1721)
En el cierre de la Gran Guerra del Norte, el Ejército noruego se había debilitado por la retirada de 5000 de las mejores tropas hacia Dinamarca. Cuando los rumores de que Carlos XII de Suecia se preparaba para invadir noruega nuevamente llegaron a Christiania, todas las tropas que quedaban en Østerdal y Gudbrandsdal habían sido enviadas a la frontera en Halden y de Fredrikstad. Gracias a esta movilización los noruegos esperaban un avance sueco sobre Kongsvinger, Basmo y/o Halden. Fue en Basmo donde Carlos XII avanzó, cruzando la frontera el 8 de marzo de 1716. Las tácticas de tierra quemada del Gobierno Noruego y el corte de las cadenas de suministros por sabotajes de los propios residentes de Bohuslen dejaron a las fuerzas de Carlos sin suministro alguno, mientras que las fortalezas todavía en manos de los Noruegos se ubicaban en la retaguardia y su posible retiro si fuesen debilitados en combate. Si bien Carlos XII logró tomar Christiania (Actualmente Oslo), no pudo tomar el castillo Akershus debido a la falta de artillería para el asedio.

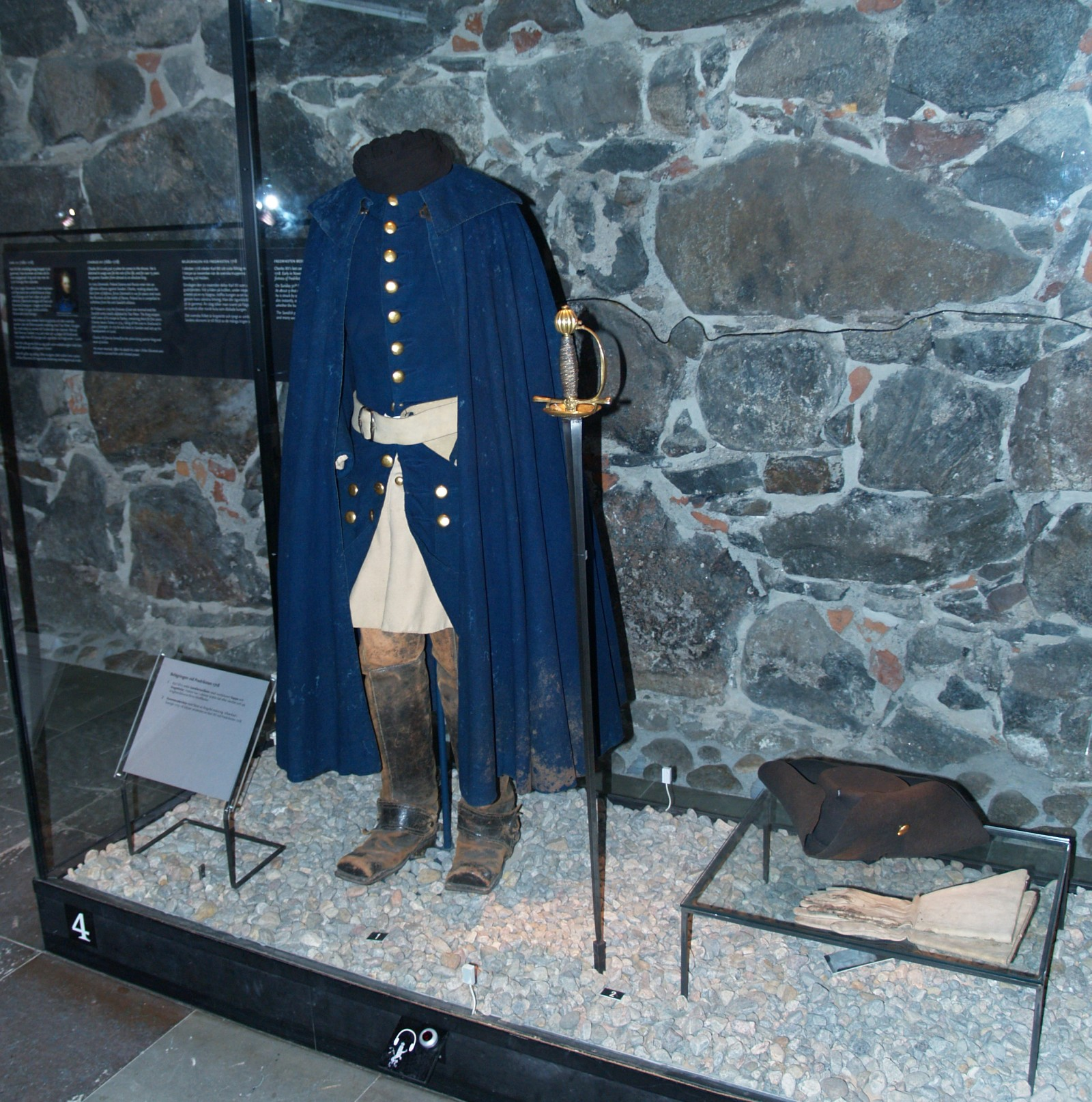
Uniforme de Carlos XII en su última campaña en Noruega, ahora en Livrustkammaren, Suecia

Después de una breve ocupación, Carlos cambió de rumbo hacia las fortalezas noruegas en el sureste con el objetivo de capturar Frederiksten. Esto eliminaría cualquier amenaza de la retaguardia, y las fortificaciones podrían fácilmente servir para librar una ofensiva a finales de ese mismo año. La captura de los puertos en la desembocadura del río Glomma  permitiría también el adecuado despliegue para un asedio contra Akershus.
Las tropas de Carlos XII intentaron tomar Frederiksten mediante un cerco el 4 de julio. Aunque sus tropas lograron  tomar la ciudad de Halden, los ciudadanos prendieron fuego a sus propias casas, obligando a Carlos, incapaz de tomar la fortaleza, a retirarse y esperar a la llegada de fuertes armas de asedio. Por desgracia para el ejército invasor toda la flota sueca encargada de transportar la artillería fue capturada o destruida por el Héroe noruego Tordenskjold en la Batalla de Dynekilen en Bohuslän. Prácticamente sin suministros, Carlos se retiró a toda prisa a través de la Svinesund y quemó los puentes detrás de él. Para el 12 de julio de 1716 todas las tropas suecas habían sido retiradas de la zona alrededor de Fredriksten.

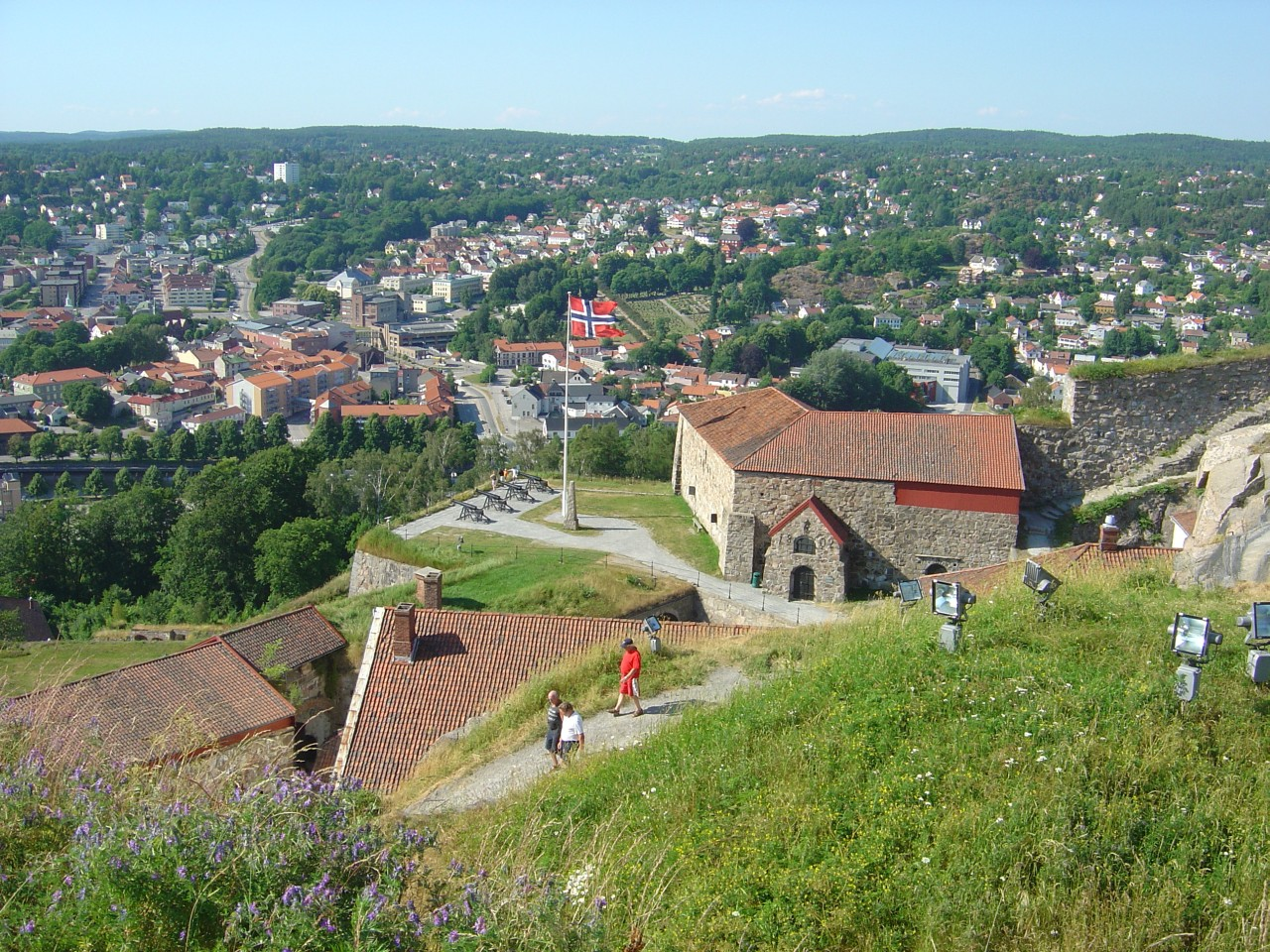
La fortaleza de Fredriksten, Halden, Noruega

En el Otoño de 1718 Charles una vez más atacó a Noruega, con la intención de capturar Halden fácilmente para ser capaz de sostener un asedio de Akershus. Al tomar primero las zonas de frontera, Charles quiso evitar que se repitiese su derrota sufrida dos años atrás. Los 1.400 Hombres que componían la guarnición de Fredriksten lucharon ferozmente para contener la invasión, pero sufrieron un grave revés cuando, el 8 de diciembre la fortificación de Fort Gyldenløve cayó. Alentados por sus éxitos, el ejército sueco intensificó sus esfuerzos en contra de la fortaleza de Fredriksten. Las trincheras suecas casi habían llegado a la zona de las murallas, cuando en la noche del 11 de diciembre (calendario sueco: 30 de noviembre) 1718, una bala golpeó y mató a Carlos XII. La muerte del rey, acabó de inmediato con el asedio a Fredriksten y las tropas Suecas fueron llamadas a retirarse, llegando a la conclusión de la guerra. Un monumento se encuentra en el parque que lleva el nombre de Carlos XII, donde el rey sueco cayó, justo frente a la fortaleza.

### 1788
La fortaleza sirvió como escenario de un simulacro de ataque contra Suecia durante la Guerra de Teatro.

### 1814
Pese a ser bombardeada, la fortaleza no pudo ser tomada. El avance de las tropas suecas al mando de Carlos Juan rodeó la fortaleza de Fredriksten, dejando una fuerza reducido que intentó de forzar su rendición, pero la fortaleza fue defendida por toda la guarnición. Luego de la convención de Moss, Fredriksten fue entregada bajo soberanía sueca. La antigua bandera de la fortaleza desde 1814 fue tomada por las tropas suecas y no se regresó a Noruega hasta 1964, dicha bandera está preservado en un museo que se encuentra en el interior de la fortaleza.

## La fortaleza en el presente

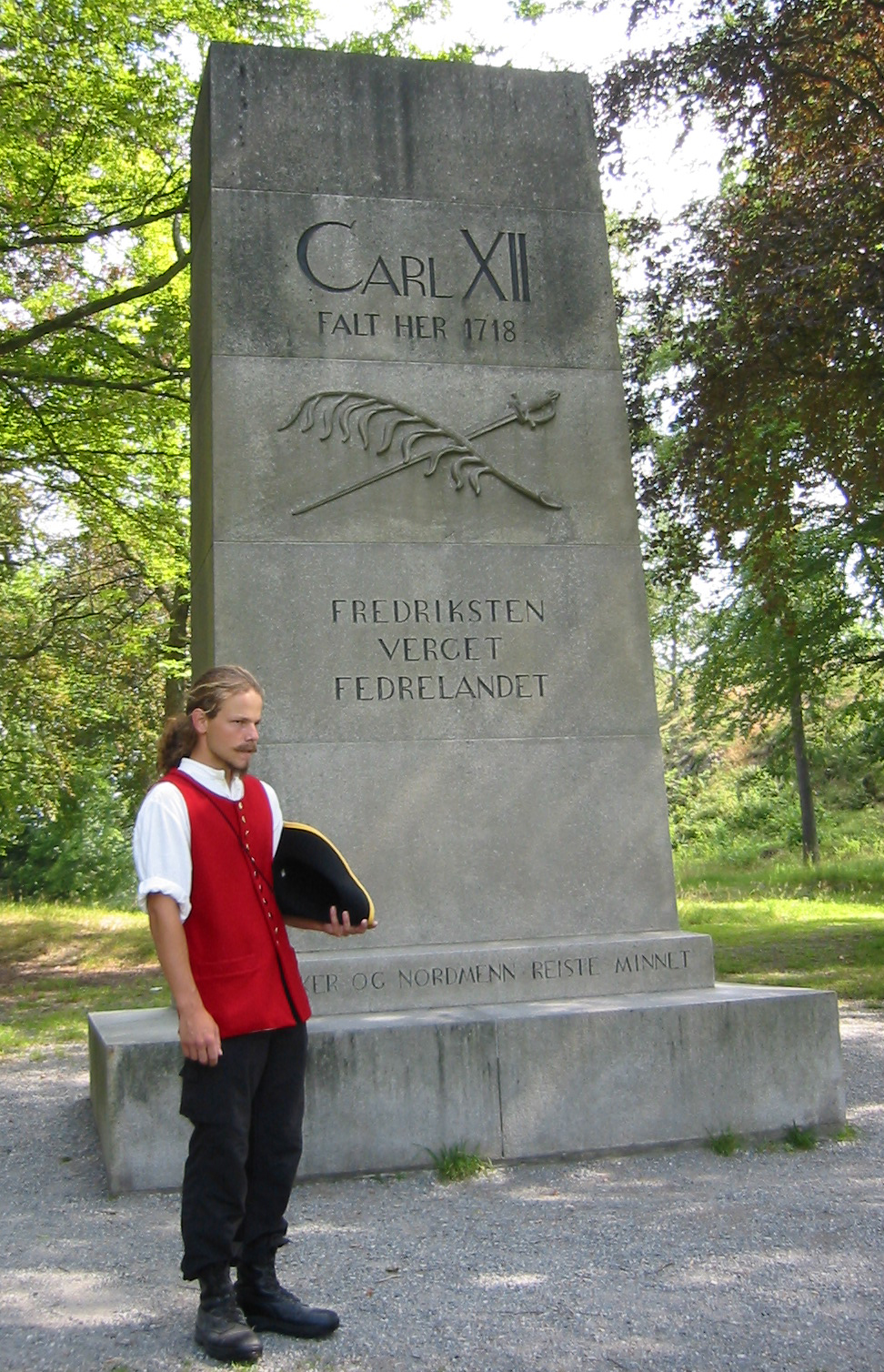
Monumento a Carlos XII en la fortaleza de Fredriksten, Halden, Noruega

Después de 1905, la fortaleza perdió todo valor militar, pero aun así ha cumplido como hospedaje para diversas unidades militares. En el presente, La universidad de defensa logística y administrativa se encuentra dentro de la propia fortaleza. Además también alberga varios museos y exposiciones de arte. Durante la temporada de verano, conciertos al aire libre se organizan con tanto música clásica y contemporánea.
La fortaleza fue seleccionada como el Sitio del milenio para el condado de Østfold.